# Östergötlands runinskrifter 182
Östergötlands runinskrifter 182 är en vikingatida gravhäll av grå kalksten som förvaras i Ledbergs kyrkas vapenhus. Gravhällen bär en ornamental ristning i form av ett flätmönster. Ornamenten påminner om dem på åtskilliga runristade stenobjekt från samma tid och Erik Brate valde således, runlösheten till trots, att ta upp hällen i sin sammanställning av Östergötlands runinskrifter. Även om hällen idag finns i vapenhuset gör uppgifter gällande att den skulle stå rest på kyrkogården, vilket skillnader i ytans färg (Se foto) månne vittnar om har varit fallet tidigare.